# Nuestra Señora de la Popa y San Francisco Javier
Il galeone Nuestra Señora de la Popa y San Francisco Javier  andò perso in combattimento il 19 settembre 1656 nel corso della battaglia di Cadice contro la flotta britannica del capitano Richard Stayner.

## Storia
Nel 1656, durante il regno di Filippo IV di Spagna nel porto di Cartagena de Indias si costituì la Flotta de Tierra Firma con il compito di trasferire fondi monetari in argento e prestiti in Spagna, allora impegnata nella guerra con l'Inghilterra.
Capitana della flotta divenne la patache San Francisco y San Diego (380 tonnellate, 20 cannoni, 200 uomini d'equipaggio) costruita in America e di proprietà di don Diego Giraldo. Nel 1654 aveva fatto parte della Flota de la Nueva España del generale Diego de Portugal, e nel 1655 ritornò in America da Cadice al comando del capitano Marcos del Puerto con il Certificato Reale che avrebbe dato origine alla formazione della nuova flotta consegnato direttamente nelle mani del governatore di Cartagena da Indias don Pedro Zabala. Tale certificato reale ordinava al governatore di predisporre il trasferimento dei fondi monetari che si trovavano lì in Spagna, entro il mese di novembre. L'urgenza di tale ordine costrinse il governatore a utilizzare le navi mercantili presenti in porto, equipaggi, e munizionamento, che non corrispondevano ai requisiti minimi di quelli utilizzati per la Flotta de Tierra Firme. Inoltre don Pedro Zabala dovette finanziare, al costo di 70.000 pesos, gli stipendio degli equipaggi, l'acquisto di materiali, viveri, e altro.
Secondo la testimonianza del capitano Marcos del Puerto, un ufficiale ben addestrato, che per dodici volte aveva fatto parte delle flotta spagnole che andavano dalla Spagna alle Americhe, e viceversa per dodici volte di quelle che ritornavano dalle Americhe alla Spagna, si trattava di navi usate per la guardia costiera e per il trasporto della posta, con equipaggi scarsamente addestrati. Unici ufficiali dotati di esperienza di navigazione erano il luogotenente della Capitana, Francisco Manzano, don Juan de Hoyos e don Francisco de Esquivel y Zárate.
La Nuestra Señora de la Popa y San Francisco Javier venne costruita in America nel 1646, con dislocamento di 350 tonnellate, e armamento di 24 cannoni. Nel 1648 divenne Capitana dell'Armada de Barlovento, ma risultando poco adatta allo scopo venne convertita, con la rimozione del ponte, in un galeone da 500 tonnellate per servire come Almiranta nella Armada de la Guardia de la Carrera da Indias completando tale trasformazione nel 1654. Dal 1650 era al comando di don Francisco de Esquivel y Zárate.
Nel mese di marzo venne completata la preparazione prima del viaggio in Spagna del galeone Nuestra Señora de la Popa y San Francisco Javier, che assunse il ruolo di Almiranta della squadra di Marcos del Puerto.
La Capitana e la Almiranta erano accompagnate da tre urcas,  Nuestra Señora de la Victoria y San Francisco de Paula (450 tonnellate, 26 cannoni in ferro e 4 in bronzo, 200 uomini d'equipaggio, al comando del capitano Juan Rodriguez Calderón), Profeta Elias Nuestra Señora del Rosario y San Antonio (450 tonnellate, 18 cannoni in ferro e 4 in bronzo, capitano Juen de la Torre) e Nuestra Señora del Rosario y San Diego (24 cannoni, 200 uomini d'equipaggio, capitano José de Parades ).
I rifornimenti, le munizioni e l'artiglieria per queste navi lasciarono il porto di Cartagena da Indias per raggiungere l'Avana.
Successivamente si unì alla flotta il galeone Jesús María y José (500 tonnellate, 26 cannoni in bronzo, 400 uomini d'equipaggio) di don Juan de Hoyos, che era sopravvissuto della flotta del Luis Francisco Núñez de Guzmán y Niño Silva de Rojas y Guevara marchese de Montealegre, distrutta da una tempesta nel Canale delle Bahamas.
Il rifornimento di viveri fu fatto a Cartagena da Indias, alla partenza della flotta, avvenuta il 27 aprile, e fu completata nell'arrivo a l'Avana, dove le navi arrivarono tra il 21 e il 25 maggio, così come quello di acqua potabile. La dieta dell'equipaggio consisteva in manzo fresco, pesce, tartaruga salata, biscotti, maiale salato e manioca.
Il capitano Marcos del Puerto nominato generale della Armata, e imbarcato sulla patache San Francisco y San Diego, aveva l'ordine di aspettare a l'Avana la Flota de la Nueva España di don Diego de Egües y Beaumont fino alla fine dell'estate. 
In totale il personale della flotta era composto da 737 membri dell'equipaggio e 327 passeggeri, tra cui vi erano personaggi illustri come l'ex governatore del Cile, Francisco López de Zúñiga Marchese de Baydes, e l'ex governatore dell'Avana, don Diego de Villalva. A bordo dei galeoni vi erano 1.000.000 di pesos in argento, suddiviso in lingotti e in monete, metalli preziosi, beni di lusso e prigionieri inglesi e olandesi dell'isola di Tortuga. Nel porto di San Cristóbal, all'Avana, fu imbarcato parte del carico che era affondato a Los Mimbres, il canale delle Bahamas, appartenente al galeone Nuestra Señora de las Maravillas.
Il 25 giugno il generale Marcos del Puerto diede l'ordine alla Flota de Tierra Firma di salpare per la Spagna, senza attendere la Flota de la Nueva España di Diego de Egues, emanando nel contempo ordini precisi su come compiere la traversata oceanica. Arrivati a 10 miglia dalle Azzorre le navi spagnole catturarono una caracca portoghese, il cui equipaggio ingannò il generale Marcos del Puerto dicendogli che la flotta inglese era stata sconfitta dagli spagnoli.
Invece di recarsi a Larache, sulla costa del Marocco, e li accertarsi della presenza di eventuali navi inglesi , don Marcos del Puerto diresse direttamente verso il Portogallo.
Il 18 settembre le navi spagnole oltrepassarono Ayamonte, Huelva e Arenas Gordas. Al tramonto la formazione raggiunse l'altezza del Monastero di Nuestra Señora de la Regla (Chipiona), e la nave ammiraglia sparo alcune salve di artiglieria come saluto, accese le lanterne e si "diresse verso in mare" seguita dalle altre navi. Il 19 settembre la formazione virò verso Cadice e all'alba, a circa quattro o cinque leghe dalla città, vennero avvistate sei o otto vele che vennero credute di pescatori.
Si trattava delle navi inglesi del capitano Richard Stayner, che con le fregate Speaker (nave ammiraglia), Bridgewater da 52 cannoni (capitano Anthony Earning) e Plymouth (capitano Littlejohn) impegnò immediatamente combattimento con la flotta spagnola, lasciando il resto delle sue forze nelle retrovie.
Le fregate Speaker e Bridgewater impegnarono combattimento con il galeone Nuestra Señora de la Popa y San Francisco Javier. Una nave inglese arrivò da sottovento, e l'altra di sopravvento, sparando con l'artiglieria una scarica dietro l'altra contro la Almiranta. Il galeone si difese come poté ma molti uomini caddero uccisi o feriti, e a bordo vi fu un principio di incendio. 
Una delle navi inglese lasciò la prua della Almiranta e si pose a babordo, con le fregate nemiche che spararono quattro o cinque scariche di artiglieria riducendo il galeone a malpartito. Una delle navi inglesi si avvicinò fino a che le vele delle navi si toccarono chiedendo al capitano del galeone di ammainare la bandiera, ma quest'ultimo rifiutò. Con il capitano della nave e il pilota feriti, la fregata nemica si pose a poppa del galeone e non cessò di sparare con l'artiglieria e con i moschetti, riuscendo a distruggerne il timone. Vista la disperata situazione don Francisco de Esquivel appiccò il fuoco alla sua nave, e ordino ai membri dell'equipaggio di gettarsi fuoribordo, mentre disponeva la distruzione di tutti i secchi e delle riserve di acqua in modo che se il nemico avesse tentato l'abbordaggio non avrebbe trovato alcun modo di spegnere il fuoco.
Il galeone iniziò a bruciare violentemente, e quando arrivò all'albero maestro tutti coloro che erano in grado di farlo si gettarono fuoribordo, compreso il capitano della nave, don Antonio de Quintana, e il pilota Gaspar González, entrambi feriti. Il capitano de Quintana che teneva in braccio uno dei suoi figli del marchese di Baydes, e nuotava con un braccio e teneva sollevato con l'altro il figlioletto, riuscì a raggiungere una scialuppa britannica dove chiese di aiutare l'ammiraglio Esquivel che era appeso a una fune e stava annegando.  Al rifiuto dei britannici propose loro di dargli del denaro e si tolse dal collo una reliquia del Santissimo Sacramento e della Madonna della Concezione incastonata d'oro e gliela diede.  Tre o quattro britannici trassero allora a bordo don Francisco de Esquivel y Zárate, ricoperto di ustioni e già quasi morto.  Arrivati vicino a una nave inglese gli occupanti vi salirono a bordo, tranne don Francisco de Esquivel y Zárate che non si muoveva più, e venne lasciato sulla scialuppa che una volta tagliati i cavi andò alla deriva. Il galeone Nuestra Señora de la Popa y San Francisco Javier esplose e affondò poco dopo, portando con lui sia il marchese di Baydes che sua moglie. Delle persone presenti a bordo se ne salvarono solo 90.
I primi tentativi di recupero del carico iniziarono già nel 1657, quando il 3 gennaio le autorità spagnole scoprirono che i pescatori di ostriche del comune di Ayamonte usano dei rastrelli con i quali, anche in 25 braccia, tiravano fuori carichi del peso variabile dai 4 ai 5 quintali, e usando i remi delle barche si avvicinavano ai resti del relitto dalla parte che più favorevole recuperando così l'argento.

### Annotazioni
1. ↑  Originario di Siviglia e residente a Cartagena de Indias, nato all'interno di una famiglia di profonda tradizione marinara. Era il figlio del governatore don Pedro de Esquivel che prestò servizio nell'esercito spagnolo per più di cinquant'anni.
2. ↑   Nato a Oñati (Gipuzkoa), residente a Cadice e Cavaliere dell'Ordine di Santiago.
3. ↑  Marcos del Puerto sapeva che se la squadra di Diego de Egues fosse arrivata a l'Avana in tempo quest'ultimo avrebbe assunto il comando della Flota de Tierra Firma.

### Fonti
1. 1 2 3 4 5 6 7 8 9 10 11 12 13 14 15 16 17 18 19 20  Manilvabuceo.
2. 1 2 3 4 5 6 7 8  Diario de Cadiz.
3. 1 2 3 4 5 6 7 8 9 10 11 12 13 14 15  Diario de Cadiz.